# Itone
No se debe confundir con otra antigua ciudad Tesalia llamada Itome.
Itone o Itono (en griego, Ίτων) es el nombre de una antigua ciudad griega de Tesalia, que fue mencionada por Homero en el catálogo de las naves de la Ilíada, donde se le da un epíteto según el cual su ganadería debía ser destacable.
En la mitología griega se trataba de la ciudad donde, según Apolodoro, tuvo lugar el combate entre Heracles y Cicno.
Estrabón la ubica a sesenta estadios de Halo. El geógrafo añade que estaba sobre el río Anfriso y que allí había un templo de Atenea Itonia. En este templo, según relatan Pausanias y Plutarco, había una ofrenda de armas que había realizado el rey Pirro con una inscripción que conmemoraba su victoria sobre las tropas de Antígono II Gónatas y sus mercenarios galos.
Se ha sugerido que su localización estaba al suroeste de la llanura Crocia, en un lugar llamado actualmente Zerelia, donde se han hallado restos micénicos. Sin embargo, los restos del templo de Atenea Itonia se identifican con un lugar denominado Jamamia, ubicado cerca del pueblo de Filia, un lugar muy alejado del anterior. Allí también se han hallado restos del periodo micénico como un edificio de forma trapezoidal y cerámica del periodo Heládico Reciente IIIB, además de estatuillas y objetos de bronce de los periodos geométrico y arcaico, mientras que los restos arquitectónicos del templo y la cerámica hallada indican que fue un lugar de adoración desde el periodo geométrico hasta la época romana.